# Ichnanthus mayarensis
Ichnanthus mayarensis är en gräsart som först beskrevs av Charles Wright, och fick sitt nu gällande namn av Albert Spear Hitchcock. Ichnanthus mayarensis ingår i släktet Ichnanthus och familjen gräs. Inga underarter finns listade i Catalogue of Life.